# Cultureel Brabant
Cultureel Brabant (CuBra) is een in 2001 opgerichte Nederlandse stichting die een website verzorgt onder dezelfde naam.

## Missie
Doel is om met de website een zo breed mogelijk podium te bieden aan Noord-Brabantse kunstenaars of cultuurliefhebbers in de breedste zin van het woord. Ook bijdragen van niet-Brabanders die wel over Brabant of de Brabantse cultuurgeschiedenis gaan, kunnen op CuBra gepubliceerd worden. Onder 'cultuur' wordt door de redactie zowel de cultuur van de schone kunsten gerekend als ook de volkscultuur. Naast actueel, modern werk, ontsluit CuBra ook historisch werk over Brabant of van Brabanders.
Een groot deel van de CuBra-pagina's is interactief, wat in dit geval wil zeggen dat ze gevuld worden door bijdragen van bezoekers, kunstzinnige bijdragen worden door de redactie beoordeeld.

## Steun universiteit
CuBra verscheen aanvankelijk online met steun van de Universiteit van Tilburg, met name de Faculteit Cultuur en Communicatie op wiens server de website onderhouden werd. De universiteit zegde die steun echter op tenzij CuBra in het vervolg voor haar diensten een 'marktconforme' betaling zou doen. CuBra is daarna geheel zelfstandig geworden.